# Ptesimogaster megischoides
Ptesimogaster megischoides är en stekelart som först beskrevs av Cresson 1865.  Ptesimogaster megischoides ingår i släktet Ptesimogaster och familjen bracksteklar. Inga underarter finns listade i Catalogue of Life.